# Ян Родзант
Ян Родзант (нід. Jan Roodzant, 6 січня 1984) — нідерландський плавець.
Учасник Олімпійських Ігор 2008 року.